# Flughafen Sokotra

i7
i11
i13
Der Flughafen Sokotra (arabisch مطار سقطرى‏, englisch Socotra Airport, IATA-Code: SCT, ICAO-Code: OYSQ) ist der Flughafen der jemenitischen Insel Sokotra.

## Geschichte
Bis zur Eröffnung des Flughafens Sokotra war die Insel Sokotra weitgehend von der Außenwelt abgeschnitten. Das stürmische Wetter, die raue See und das Fehlen eines Naturhafens verhinderten während fünf Monaten im Jahr den Schiffsverkehr mit dem Festland. Eine bestehende Piste diente militärischen Zwecken und wurde nur selten von zivilen Flugzeugen genutzt.
Der im Juli 1999 eröffnete Flughafen Sokotra befindet sich an der Nordküste, an der Straße vom Hauptort Hadibu zum touristischen Zentrum im Westen der Insel. Er wird militärisch genutzt und regelmäßig von zivilen Flugzeugen angeflogen. Seine Inbetriebnahme führte sofort zu einem starken wirtschaftlichen Aufschwung der Insel, dem Bau asphaltierter Straßen und der Planung eines Hafens. Diese Entwicklung war mit bis dahin ungekannten Eingriffen in die Natur verbunden. Aus naturschutzfachlicher Sicht wird die Sorge geäußert, dass über den Flughafen invasive Arten auf die Insel gelangen können.
Nach der Militärintervention im Jemen wurde der zivile Flugverkehr im März 2015 eingestellt und erst Ende 2018 wieder aufgenommen. Im April 2018 wurde der Flughafen Sokotra von Soldaten der Vereinigten Arabischen Emirate besetzt und die Wachmannschaft der jemenitischen Armee fortgeschickt. Die ausgelösten Spannungen konnten im folgenden Monat durch Vermittlung von Saudi-Arabien beigelegt werden. Wenige Wochen später war der Flughafen Drehscheibe für die Heranführung von Rettungsmannschaften aus den Emiraten und anderen Staaten und die Evakuierung Verletzter, nachdem Sokotra hart vom Zyklon Mekunu getroffen wurde.